# A történelem vége és az utolsó ember
A történelem vége és az utolsó ember egy 1992-es politikai filozófiai mű, amelyet az amerikai politológus, Francis Fukuyama írt, és amely azt állítja, hogy a nyugati liberális demokrácia felemelkedésével – amely a hidegháború (1945–1991) és a Szovjetunió felbomlása (1991) után következett be – az emberiség „nemcsak (...) a háború utáni történelem egy adott időszakának elmúltát, de a történelem mint olyan végét : Vagyis az emberiség ideológiai evolúciójának végpontját és a nyugati liberális demokrácia univerzalizálódását, mint az emberi kormányzás végső formáját."
Fukuyama G.W. Hegel és Karl Marx filozófiájára és ideológiájára támaszkodik, akik az emberi történelmet lineáris haladásként határozzák meg, amely egyik társadalmi-gazdasági korszakból a másikba változik át.

## Áttekintés
Fukuyama szerint a történelmet evolúciós folyamatként kell tekinteni, és hogy a történelem vége ebben az értelemben azt jelenti, hogy a liberális demokrácia a végső kormányzati forma minden nemzet számára. Fukuyama szerint a francia forradalom óta a liberális demokrácia ismételten alapvetően jobb rendszernek bizonyult (etikailag, politikailag, gazdaságilag), mint bármelyik alternatíva, és így nem lehet továbblépni belőle egy alternatív rendszer felé. Fukuyama nem azt állítja, hogy az események a jövőben megszűnnek, hanem azt, hogy a jövőben (még ha a totalitarizmus visszatér is) csupán az fog történni, hogy a demokrácia hosszú távon egyre elterjedtebbé válik.
Egyesek azzal érvelnekk, hogy Fukuyama az „amerikai stílusú” demokráciát mutatja be az egyetlen „helyes” politikai rendszerként, és azt állítja, hogy minden országnak elkerülhetetlenül ezt a kormányzati rendszert kell követnie. However, a number of Fukuyama scholars claim this is a misreading of his work.[forrás?] Számos Fukuyama-kutató azonban azt állítja, hogy ez munkásságának félreértelmezése. Fukuyama érvelése csupán annyi, hogy a jövőben egyre több olyan kormány lesz, amely a parlamenti demokrácia kereteit használja, és valamilyen piacot tartalmaz. Azt mondta:
A történelem vége soha nem kapcsolódott egy kifejezetten amerikai társadalmi vagy politikai szerveződési modellhez. Alexandre Kojève-t, az orosz-francia filozófust követve, aki eredeti érvelésemet ihlette, úgy vélem, hogy az Európai Unió pontosabban tükrözi, hogy milyen lesz a világ a történelem végén, mint a mai Egyesült Államok. Az EU azon kísérlete, hogy transznacionális jogállamiság létrehozásával meghaladja a szuverenitást és a hagyományos hatalmi politikát, sokkal jobban összhangban van egy „poszttörténelmi” világgal, mint az amerikaiak Istenbe, a nemzeti szuverenitásba és a hadseregükbe vetett folyamatos hite."

## Érvek mellette
Fukuyama tézise mellett szól a "demokratikus békeelmélet", amely szerint az érett demokráciák ritkán vagy soha nem háborúznak egymással. Ez az elmélet kritikával is szembesült, az érvek nagyrészt a „háború” és az „érett demokrácia” egymásnak ellentmondó definícióin alapulnak. Az elmélet értékelésének nehézsége részben abból fakad, hogy a demokrácia, mint széles körben elterjedt globális jelenség, csak a közelmúltban jelent meg az emberiség történetében, ami megnehezíti az általánosítást.
További jelentős empirikus bizonyítékok közé tartozik az államközi hadviselés megszűnése Dél-Amerikában, Délkelet-Ázsiában és Kelet-Európában azokban az országokban, amelyek a katonai diktatúráról a liberális demokráciákra tértek át.
Számos tanulmány szerint a hidegháború végét és a liberális demokratikus államok számának ezt követő növekedését a totális hadviselés, az államközi háborúk, az etnikai háborúk, a forradalmi háborúk, valamint a menekültek és a lakóhelyüket elhagyni kényszerült személyek számának hirtelen és drámai csökkenése kísérte.

## Kritikái

### Politikai iszlám, tribalizmus és a „civilizációk összecsapása”
Különböző nyugati kommentátorok hibásnak minősítették A történelem vége tézisét, mivel nem veszi kellőképpen figyelembe az etnikai lojalitás és a vallási mozgalmak erejét, mint a liberális demokrácia terjedésének ellensúlyát, az iszlám fundamentalizmus vagy kalifátus konkrét példájával, mint ezek közül a legerősebbet.
Benjamin Barber 1992-ben cikket és 1995-ben könyvet írt "Jihad vs. McWorld" címmel, amelyek ezzel a témával foglalkoztak. Barber a „McWorldot” a világ szekuláris, liberális, vállalatbarát átalakításaként írta le, és a „Jihad(dzsihád)” szót a tribalizmus és a vallási fundamentalizmus egymással versengő erőire használta, különös hangsúlyt fektetve az iszlám fundamentalizmusra.
Samuel P. Huntington 1993-ban "A civilizációk összecsapása" címmel esszét írt A történelem vége című műre válaszul;  Ezután az esszét kibővítette egy 1996-os könyvvé, melynek címe: A civilizációk összecsapása és a világrend átalakítása. Az esszében és a könyvben Huntington azt állította, hogy az ideológiák közötti átmeneti konfliktust a civilizációk közötti ősi konfliktus váltja fel. Az uralkodó civilizáció dönti el az emberi kormányzás formáját, és ezek nem lesznek állandóak. Különösen az iszlámot emelte ki, amelyet „véres határokkal” övezett vallásként nevezett.
A 2001 szeptember 11-i támadások után egyes kommentátorok a „Történelem vége” című művét a nyugati világ 1990-es évekbeli feltételezett naivitásának és indokolatlan optimizmusának szimbólumaként emlegették, mivel úgy gondolták, hogy a hidegháború vége egyben a nagyobb globális konfliktusok végét is jelenti. A támadásokat követő hetekben Fareed Zakaria „a történelem végének végének” nevezte az eseményeket, míg George Will azt írta, hogy a történelem „visszatért a vakációról”.
Fukuyama röviden tárgyalta a radikális iszlámot a „Történelem vége” című művében. Azt állította, hogy az iszlám nem olyan imperialista erő, mint a sztálinizmus és a fasizmus; vagyis az iszlám „szívterületén” kívül kevés intellektuális vagy érzelmi vonzereje van. Fukuyama rámutatott az Irán és Szaúd-Arábia gazdasági és politikai nehézségeire, és azzal érvelt, hogy ezek az államok alapvetően instabilak: vagy demokráciákká válnak muszlim társadalommal (mint Törökország), vagy egyszerűen szétesnek.  Ráadásul, amikor az iszlám államok ténylegesen létrejöttek, a hatalmas nyugati államok könnyen uralhatták őket.
Egyes tudósok azonban megkérdőjelezték Fukuyama állításait, azzal érvelve, hogy elemzése alábecsüli az iszlám alkalmazkodóképességét és befolyását a globális politikai tájképen. Az iszlám következetesen túlra is kiterjesztette történelmi központjait, világszerte alakítva a kulturális és intellektuális mozgalmakat. Ezenkívül egyes muszlim többségű országokban a politikai instabilitást gyakran a gyarmati örökségnek, a külföldi beavatkozásoknak és a gazdasági nyomásnak tulajdonítják, nem pedig az iszlám kormányzás inherens hibájának. Olyan országok, mint Malajzia, Indonézia, Katar és az Egyesült Arab Emírségek stb., politikai stabilitást mutattak, miközben integrálták az iszlám elveket.
Ezenkívül a nyugati liberális demokrácia végső politikai evolúcióként való felfogása figyelmen kívül hagyja az igazságosságon (adl), a konzultáción (shura) és a közjóléten (maslaha) alapuló alternatív kormányzási modelleket, amelyek központi szerepet játszottak az iszlám politikai gondolkodásban. A kritikusok azzal érvelnek, hogy Fukuyama perspektívája egy nyugat-központú feltételezést tükröz, miszerint a stabilitásnak és a haladásnak összhangban kell lennie a liberális demokráciával, figyelmen kívül hagyva az iszlám kormányzás történelem során mutatott ellenálló képességét és sokszínűségét. Maguk a nyugati demokráciák jelentős instabilitással néznek szembe (pl. politikai polarizáció, gazdasági egyenlőtlenség), megkérdőjelezve azt az elképzelést, hogy ők az egyetlen életképes politikai modell.
2001 októberében Fukuyama egy Wall Street Journal véleménycikkben reagált a szeptember 11-i támadások utáni tézisét ért kritikákra, mondván: „Úgy hiszem, hogy végül is igazam lesz”. Elmagyarázta, hogy a „történelem vége” alatt az emberi politikai rendszer fejlődését érti a „liberális-demokratikus Nyugat” felé. Azt is megjegyezte, hogy eredeti tézise „nem jelenti a konfliktusoktól mentes világot, sem a kultúra, mint a társadalmak megkülönböztető jellemzőjének eltűnését”.

### Oroszország és Kína újjáéledése
A „történelem vége” tézisének egy másik kihívása két ország, Oroszország és Kína gazdasági és politikai hatalmának növekedése. Kínában egypárti államkormány működik, míg Oroszországot, bár formálisan demokrácia, gyakran autokráciának nevezik; a Polity adatsorokban anokráciaként kategorizálják.
Azar Gat, a Tel-Avivi Egyetem nemzetbiztonsági professzora ezt a pontot 2007-es Foreign Affairs cikkében, az „Autoriter nagyhatalmak visszatérése” című cikkében állította, kijelentve, hogy e két ország sikere „véget vethet a történelem végének”. Gat a politikai iszlámról is beszélt, de kijelentette, hogy az ahhoz kapcsolódó mozgalmak „nem jelentenek életképes alternatívát a modernitással szemben, és nem jelentenek jelentős katonai fenyegetést a fejlett világra”. Kína és Oroszország kihívását tartotta a fő fenyegetésnek, mivel életképes rivális modellt jelenthetnek, amely inspirálhat más államokat.
Ezt a nézetet erősítette meg Robert Kagan 2008-as könyvében, a The Return of History and the End of Dreams-ben, melynek címe szándékosan válaszolt A történelem végére.
2008-as Washington Post véleménycikkében Fukuyama szintén foglalkozott ezzel a kérdéssel. Azt írta: „A közelmúltbeli autoriter előrelépések ellenére a liberális demokrácia továbbra is a legerősebb, legszélesebb körben vonzó eszme. A legtöbb autokrata, köztük Putyin és Chávez is, továbbra is úgy érzi, hogy a demokrácia külső rituáléihoz kell igazodnia, még akkor is, ha kibelezi annak lényegét. Még Kína elnöke, Hu Csin-tao is kénytelen volt a demokráciáról beszélni a pekingi olimpiai játékok előtt.”
„A végső rémálma”, mondta 2022 márciusában, egy olyan világ, amelyben Kína támogatja Oroszország ukrajnai invázióját, Oroszország pedig Kína tajvani invázióját.  Ha ez megtörténne, és sikeres lenne – mondta Fukuyama –, „akkor valóban egy olyan világban élnénk, amelyet ezek a nem demokratikus hatalmak uralnak. Ha az Egyesült Államok és a Nyugat többi része nem tudná ezt megakadályozni, akkor az valóban a történelem végét jelentené.”

### A civil társadalom kudarca és a politikai hanyatlás
2014-ben, az eredeti esszé, a „The End of History?” megjelenésének 25. évfordulója alkalmából Fukuyama egy cikket írt a The Wall Street Journalban, amelyben ismét frissítette hipotézisét. Azt írta, hogy bár a liberális demokráciának továbbra sincs valódi versenytársa az autoriterebb kormányzati rendszerekkel „az eszmék birodalmában”, mégis kevésbé idealista, mint „1989 mámorító napjaiban” volt. Fukuyama megemlítette az ukrajnai narancsos forradalmat és az arab tavaszt, amelyek látszólag kudarcot vallottak a demokráciapárti céljaik elérésében, valamint a demokrácia „visszaesését” olyan országokban, mint Thaiföld, Törökország és Nicaragua. Kijelentette, hogy egyes országok demokratikusan megválasztott kormányainak legnagyobb problémája nem ideológiai, hanem „az, hogy nem tudják biztosítani azt a lényeget, amit az emberek a kormánytól várnak: a személyes biztonságot, a közös gazdasági növekedést és az alapvető közszolgáltatásokat... amelyekre az egyéni lehetőségek kiaknázásához szükség van”.  Bár úgy vélte, hogy a gazdasági növekedés, a fejlettebb kormányzat és a polgári intézmények mind erősítik egymást, azt írta, hogy nem elkerülhetetlen, hogy „minden ország… felszálljon erre a lépcsőfokra”.
|  | „Huszonöt évvel később a történelem vége hipotézisére leselkedő legkomolyabb fenyegetés nem az, hogy létezik egy magasabb rendű, jobb modell, amely egy napon felülírja a liberális demokráciát; sem az iszlamista teokrácia, sem a kínai kapitalizmus nem képes felülkerekedni rajta. Amint a társadalmak felkerülnek az iparosodás felfelé ívelő lépcsőfokára, társadalmi szerkezetük olyan módon kezd megváltozni, ami növeli a politikai részvétel iránti igényt. Ha a politikai elitek alkalmazkodnak ezekhez az igényekhez, akkor eljutunk a demokrácia valamilyen változatához.” |
|  | |

Fukuyama a „politikai hanyatlásról” is figyelmeztetett, amelyről azt írta, hogy az olyan már meglévő demokráciákat is érintheti, mint az Egyesült Államok, ahol a korrupció és a haveri kapitalizmus aláássa a szabadságot és a gazdasági lehetőségeket. Mindazonáltal továbbra is hangot adott annak a meggyőződésének, hogy „a demokratikus eszme ereje továbbra is óriási”.
Az Egyesült Királyság Európai Unióból való kilépéséről szóló döntését és Donald Trump 2016-os Egyesült Államok elnökké választását követően Fukuyama aggódott a liberális demokrácia jövőjéért az újjáéledő populizmus és a „tények utáni világ felemelkedése miatt, mondván, hogy „huszonöt évvel ezelőtt fogalmam vagy elméletem sem volt arról, hogyan fordulhatnak vissza a demokráciák. És azt hiszem, egyértelműen megtehetik.” Figyelmeztetett, hogy Amerika politikai rothadása olyan mértékben megfertőzi a világrendet, hogy az „akkora lehet, mint a szovjet összeomlás”.  Fukuyama kiemelte Oroszország beavatkozását a Brexit-népszavazásba és a 2016-os amerikai választásokba is.

### Jacques Derrida
A Marx kísértetei: Az adósság állapota, a gyász műve és az Új Internacionálé (1993) című művében Jacques Derrida Fukuyamát Alexandre Kojève (1902–1968) filozófus-államférfi „újonc olvasójaként” kritizálta, aki „Leo Strauss (1899–1973) hagyományait követve” az 1950-es években már az Egyesült Államok társadalmát a „kommunizmus megvalósulásaként” írta le; és azt mondta, hogy Fukuyama közéleti és értelmiségi hírneve, valamint A történelem vége és az utolsó ember című mű népszerűsége a „Marx halálának” biztosításától való kulturális szorongás tünetei. Fukuyama nyugati liberalizmus általa vélt gazdasági és kulturális hegemóniájának ünneplését kritizálva Derrida azt mondta:
|  | „..a föld és az emberiség történetében soha nem érintett még ennyi embert az erőszak, az egyenlőtlenség, a kirekesztés, az éhínség és így a gazdasági elnyomás. Ahelyett, hogy a történelem végének eufóriájában a liberális demokrácia és a kapitalista piac eszményének eljövetelét énekelnénk, ahelyett, hogy az „ideológiák végét” és a nagy emancipációs diskurzusok végét ünnepelnénk, soha ne hanyagoljuk el ezt a nyilvánvaló, makroszkopikus tényt, amely számtalan, egyetlen szenvedésből áll: semmilyen fejlődési fok nem engedi figyelmen kívül hagyni, hogy abszolút számokban soha ezelőtt nem raboskodtak, nem éheztettek vagy nem irtottak ki ennyi férfit, nőt és gyermeket a földön.” |
|  | |

Ezért Derrida azt mondta: „A történelemnek ez a vége lényegében egy keresztény eszkatológia. Összhangban van a pápa jelenlegi diskurzusával az Európai Közösségről: Arra rendeltetett, hogy [vagy] keresztény állammá, vagy [egy] szuperállammá váljon; [de] ez a közösség tehát továbbra is valamilyen Szent Szövetséghez tartozna.”

### Demokrácia és kapitalizmus szakítása
Slavoj Žižek szlovén filozófus szerint Fukuyama azon gondolata, hogy elérkeztünk a történelem végéhez, nem teljesen igaz. Žižek rámutat, hogy a liberális demokrácia összefügg a kapitalizmussal; azonban a kapitalizmus sikere az olyan autoriter nemzetekben, mint Kína és Szingapúr, azt mutatja, hogy a kapitalizmus és a demokrácia közötti kapcsolat megszakadt. A kapitalizmus és a neoliberális politikák sikere által okozott problémák, mint például a nagyobb vagyoni egyenlőtlenség és a környezeti kockázatok, számos országban jelentkeztek, ahol elégedetlenség mutatkozott a választott kormányokkal szemben. Ennek eredményeként a liberális demokrácia küzdött a szabad piacgazdaság okozta számos probléma túléléséért, és számos országban a demokrácia minőségének romlását tapasztalták volna.

## Fordítás
Ez a szócikk részben vagy egészben  a   The End of History and the Last Man című angol Wikipédia-szócikk ezen változatának fordításán alapul.  Az eredeti cikk szerkesztőit annak laptörténete sorolja fel. Ez a jelzés csupán a megfogalmazás eredetét és a szerzői jogokat jelzi, nem szolgál a cikkben szereplő információk forrásmegjelöléseként.